# ワシントン湖
ワシントン湖（Lake Washington）は、アメリカ合衆国ワシントン州のキング郡にある淡水湖。シアトルの東側に隣接している。ワシントン湖運河によりピュージェット湾と繋がっている。

## 概要
湖の西側はシアトルのダウンタウン、東側は富裕層が住む住宅地となっており、2本の橋が懸けられている。この橋は「舟橋」という珍しい構造の橋で、この種類では世界最大級の規模である。湖の中にあるマーサー島はシアトル都市圏随一の高級住宅街である。
1950年ころから湖の周辺が住宅地化され、湖の水質が悪化した。ワシントン大学の専門家によって対策が検討され、下水処理場の排水をピュージェット湾に流す措置が取られた。その結果、1970年代には水質は元の水準に回復した。
ワシントン湖にはベニザケ、ギンザケ、マスノスケ、ニジマス、オオクチバス、コクチバスなどの魚が生息している。
ワシントン湖には水上飛行場が2つある。

## ギャラリー

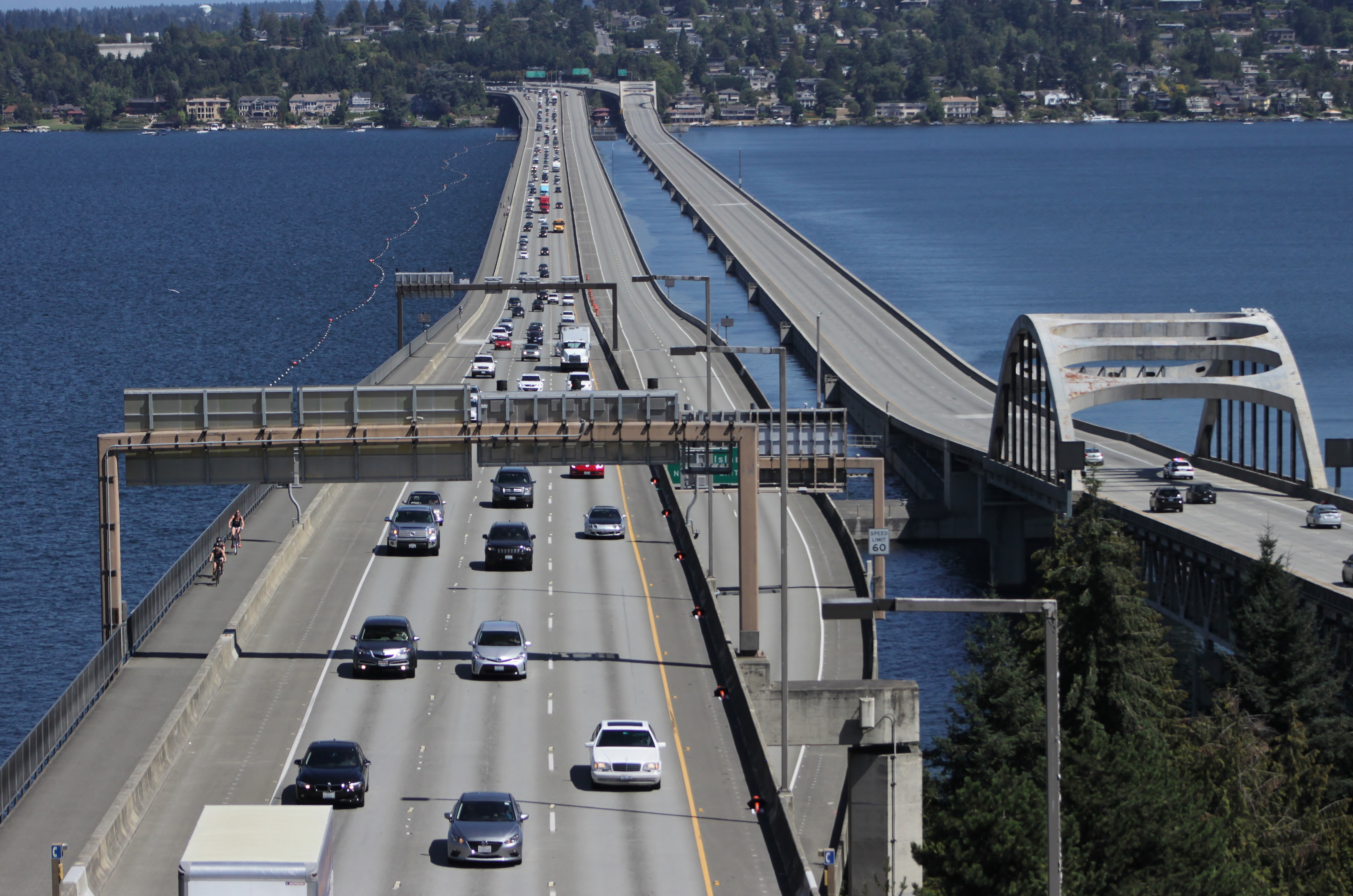
州間高速道路90号線
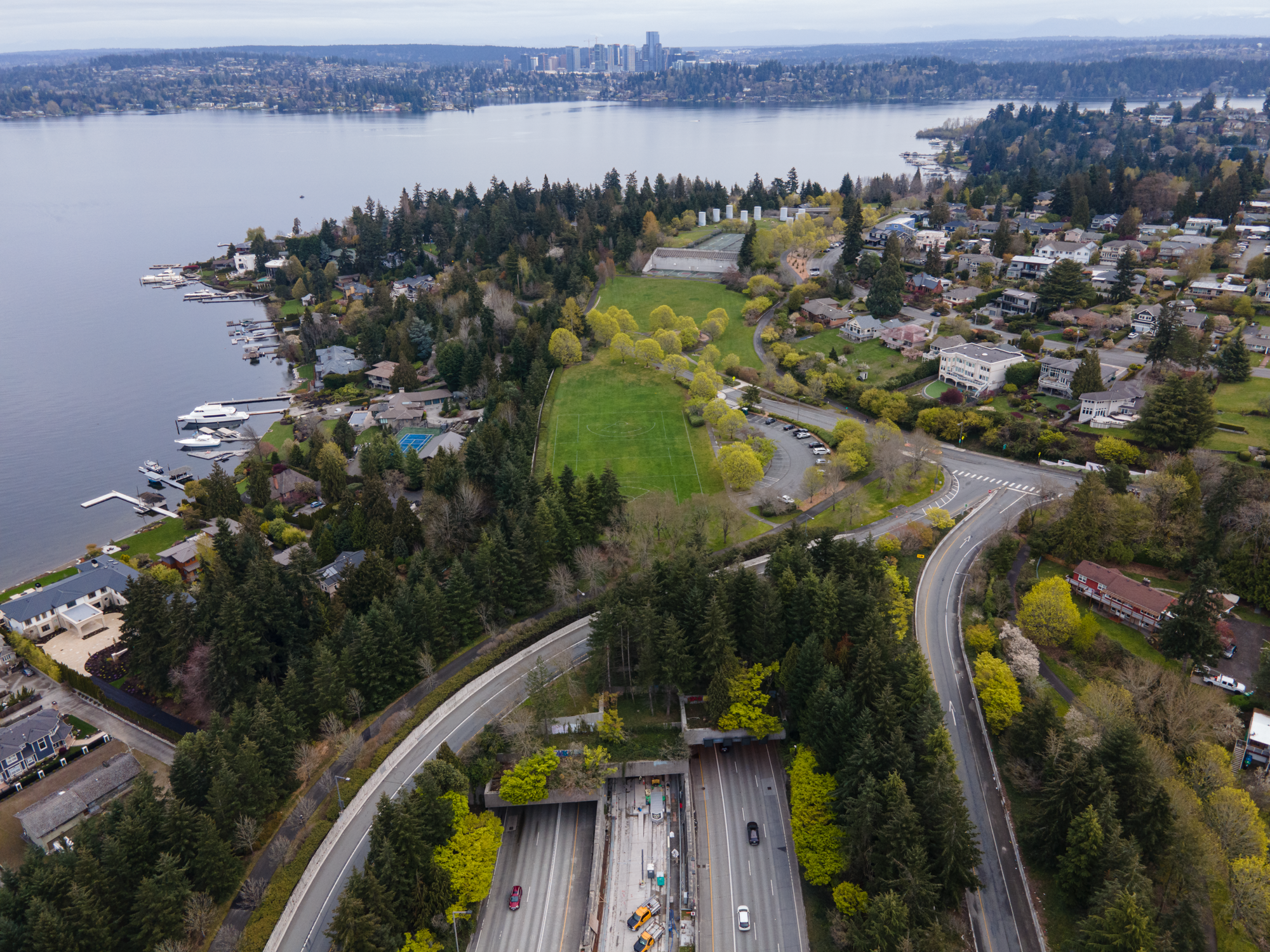
マーサー島
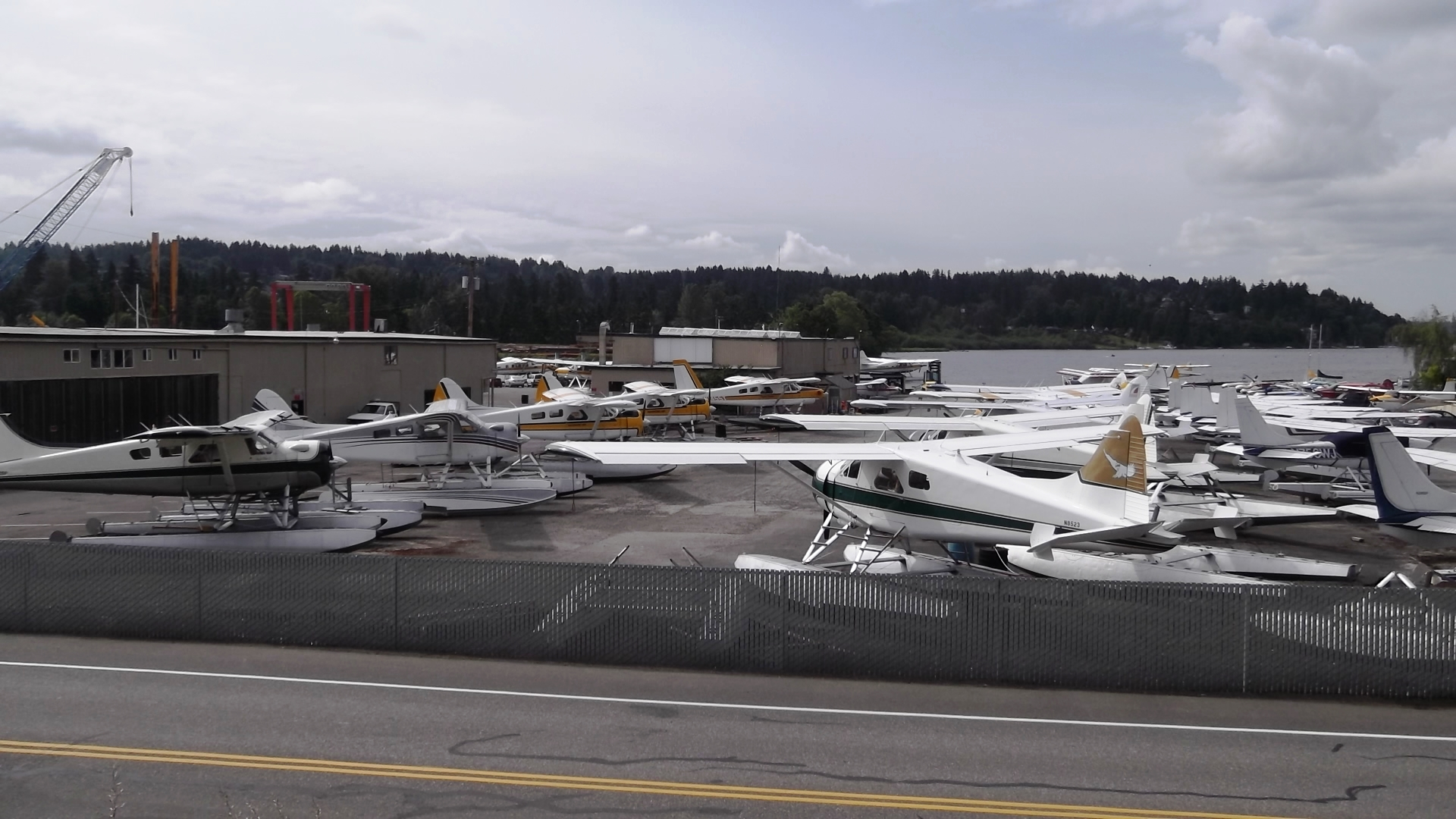
ケンモア水上飛行場